# Bill Woods
Bill Woods (* 24. Mai 1924 in Dennison, Texas; † 30. April 2000) war ein US-amerikanischer Country- und Rockabilly-Musiker sowie Produzent.

## Leben

### Anfänge
Bill Woods, der Klavier und Steel Guitar spielte, startete seine Karriere als Hintergrundmusiker von Country-Stars wie Bob Wills, Tommy Duncan und Jimmie Davis. Nebenbei hatte er seine eigene Band, die Orange Blossom Bloys, mit der er bei Aufnahmen andere Künstler begleitete.

### Karriere
Anfang der 1950er Jahre waren Woods und seine Band abends in dem Lokal Blackboard Club in Bakersfield, Kalifornien vertreten, einer der Geburtsstätten des Bakersfield Sounds. Einer der späteren großen Vertreter dieser Stilrichtung, Buck Owens, war frühes Mitglied der Orange Blossom Boys. Nach Auftritten bei dem Radiosender KBIS spielte Woods bei Fire Records seine erste Platte Bop / Go Crazy Baby. Zudem war er Mitglied der Fernsehsendung The Trading Post Show. Zudem war Woods oft Gast bei vielen verschiedenen Sendern in und um Bakersfield.
In den 1960er Jahren wechselte Woods hauptberuflich vom Musiker zum Produzenten und betreute Stars wie Joe Maphis oder den aufstrebenden Merle Haggard, mit dem er 1972 und 1973 auf Tournee ging.

## Diskografie

### Singles
| Jahr | Titel                                         | Plattenfirma    |
| ---- | --------------------------------------------- | --------------- |
| 1956 | Bop / Go Crazy Baby                           | Fire 100        |
| 1956 | Crazy Over You / A Million Miles Between Us   | Bakersfield 104 |
| 1957 | Ask Me No Questions / There Goes My Love      | Bakersfield 109 |
| 1957 | Phone Me Baby / Sweethearts In Heaven         | Bakersfield 125 |
| 1961 | Rock and Roll Heaven / Wicked Women Never Win | Audan 119       |
|      | Story of Susie / ?                            | Global 740      |

### Alben
- 196?: Bill Woods from Bakersfield